# Motuwi Island
Motuwi Island, auch als Double Island bekannt, ist eine Insel der Inselgruppe der Motukawao Group im Norden der Nordinsel von Neuseeland.

## Geographie
Motuwi Island befindet sich an der Westküste der Coromandel Peninsula, rund 12 km nordwestlich von Coromandel und rund 6 km südwestlich der Colville Bay. Sie stellt mit einer Größe von 20,5 Hektar die zweitgrößte Insel der Gruppe dar. Motuwi Island besitzt eine Länge von 1,07 km in Nordwest-Südost-Richtung und eine maximale Breite von rund 370 m in Südwest-Nordost-Richtung. Ihre höchste Erhebung befindet sich mit 76 m im nordwestlichen Teil der Insel, der durch eine knapp 20 m breite Verbindung vom größeren südöstlichen und bis zu 60 m hohem Teil eine Insel darstellt.
Südwestlich von Motuwi Island liegt rund 450 m entfernt die Nachbarinsel Motukaramarama Island und südöstlich, 290 m entfernt Motuwinukenuke Island. Vom nordwestlichen Ende von Motuwi Island entfernt befindet sich in der Distanz von rund 155 m eine rund 100 lange und bis zu 40 m breite kleine Insel, die nicht weiter benannt ist.